# Okletac
Okletac (Servisch cyrillisch Оклетац) is een plaats in de Servische gemeente Bajina Bašta. De plaats telt 622 inwoners (2002).